# 雷蒙德 (明尼蘇達州)
雷蒙德是一個位於美國明尼蘇達州坎迪約希縣的城市。

## 歷史
雷蒙德於1887年成立，1889年設立營運至今的郵局，此地得名自一名早期定居者的兒子雷蒙德·斯派瑟（Raymond Spicer）。

## 人口
根據2020年美國人口普查的數據，雷蒙德的面積為2.29平方千米，皆為陸地。當地共有人口782人，而人口密度為每平方千米341人。